# Cis robustithorax
Cis robustithorax is een keversoort uit de familie houtzwamkevers (Ciidae). De wetenschappelijke naam van de soort werd in 1915 gepubliceerd door Maurice Pic.